# Slag bij Gabiene
De Slag bij Gabiene (316 v.Chr.) was een tweede grote veldslag (na de Slag bij Paraitakene) tussen Antigonos en Eumenes in de oorlog van de diadochen (opvolgers van Alexander de Grote).
Alhoewel de veldslag onbeslist eindigde, werd Eumenes later aan Antigonos verraden door de Argyraspides en Antigonos liet hem executeren.

## Achtergrond
Antigonos was generaal voor Philippus II van Macedonië geweest, en later voor Alexander. Hij had zichzelf bewezen in vele slagen. Eumenes was niet van Macedonische origine, anders dan de rest van de Diadochen. Hij was Alexanders secretaris geweest, maar het lijkt erop dat Alexander had gezien dat Eumenes ook militair talent had, en gaf hem enkele keren de leiding tijdens zijn veldtocht in India. Na de dood van Alexander toonde Eumenes al snel zijn bekwaamheid. Hij sloot zich aan bij Perdikkas en verkreeg een groot deel van Anatolië.
Na de moord op Perdikkas in de Eerste Diadochenoorlog was Antipater, die ook al regent van Macedonië was, rijksregent geworden. Vlak voor zijn overlijden in 319 v.Chr. had hij Polyperchon aangewezen als zijn opvolger als rijksregent, in plaats van zijn eigen zoon Kassander, die hij nog te jong vond. Kassander voelde zich beledigd, betwistte de opvolging en verbond zich met Antigonos. Polyperchon wist op zijn beurt Eumenes aan zijn zijde te krijgen. Zo ontstonden er twee fronten: een Grieks tussen Polyperchon en Kassander en een Aziatisch strijdtoneel tussen Eumenes en Antigonos. Eumenes en Antigonos bevochten elkaar lange tijd en na de onbesliste slag bij Paraitakene stonden ze opnieuw tegenover elkaar bij Gabiene.

## De slag
In het midden van Perzië sloegen de twee legers hun kamp op op ongeveer een km afstand van elkaar. Antigonos, die een veel sterkere cavalerie had, besloot om zijn zware cavalerie, olifanten en lichte infanterie op zijn rechterflank te plaatsen. Antigonos' zoon, Demetrios kreeg de leiding over dit deel van het leger. Antigonos plaatste zijn falanx in het centrum en zijn lichte cavalerie op de linkerflank. Eumenes, die gezien had hoe Antigonos zijn leger opstelde, plaatste zichzelf en zijn beste cavalerie tegenover Antigonos' zware cavalerie samen met zijn eigen olifanten en lichte infanterie. Hij wilde Antigonos' charge weerstaan terwijl hij de Argyraspides in zijn falanx wilde gebruiken om in het centrum de overwinning te behalen net zoals ze hadden gedaan te Paraitakene. Ondanks het feit dat deze veteranen oud genoeg waren om hun tegenstanders grootvaders te zijn, werden ze nog steeds erg gerespecteerd en er werd van hen gedacht dat ze onoverwinnelijk waren in de strijd.
Voor de slag begon reed Antigenes, de leider van de Argyraspiden naar Antigonos falanx om hen te vervloeken. Hij zei: " Goddeloze mannen, zondigt u tegen uw vaders, die onder Philippus en Alexander de hele wereld hebben overwonnen?" Hierdoor zonk het moraal van Antigonos' falangisten hen meteen in de schoenen en Eumenes' falanx juichte als antwoord. Toen zag Eumenes een mogelijkheid en begon op te trekken.  
De olifanten en lichte troepen, die voor beide linies geplaatst waren begonnen een gevecht. De cavalerie volgde, maar de slag begon in Antigonos' voordeel uit te draaien dankzij het grotere aantal troepen dat hij had. Dit bleef zo totdat Peucestas, die een groot deel van Eumenes' cavalerie leidde, zich terugtrok en naar een dichtbijzijnde rivier ging.
Het slagveld was zo droog dat er grote stofwolken begonnen omhoog te komen van de strijd. Antigonos zag dit, en gaf meteen het bevel aan zijn lichte cavalerie om naar het vijandelijke kamp te gaan en dit te plunderen. De stofwolken waren zo dicht dat Antigonos' cavalerie onder leiding van Peithon om de bagage van de vijanden volledig onopgemerkt te stelen.
Op de rechterflank reden Antigonos en Demetrios met hun zware cavalerie rond de vechtende lichte soldaten en olifanten om Eumenes' cavalerie onverwachts in de flank aan te vallen. De Antigonidische falanx viel op dat moment net die van Eumenes aan.  Volledig verrast sloeg er een groot deel van Eumenes' zware cavalerie op de vlucht, ondanks Eumenes' heroïsche pogingen om een tegenaanval te doen. Eumenes' olifanten en lichte troepen vluchtten ook, want ze waren verslagen door Antigonos' mannen.
Terwijl Eumenes' kamp werd geplunderd en zijn linkerflank op de vlucht sloeg, vochten de twee falanxen nog steeds tegen elkaar. De Argyraspides van Eumenes versloegen echter gemakkelijk de volledige Antigonidische falanx en doodden 5.000 man zonder zelf ook maar één man te verliezen. Eumenes beval Peucestas om terug te gaan naar het gevecht om met zijn cavalerie de vluchtende falangisten te achtervolgen, maar deze laatste weigerde dit. Toen hij dit zag beval toen zijn lichte cavalerie onder Peithon die net klaar was met Eumenes' kamp te plunderen om de Argyraspides in de rug aan te vallen. Maar de Argyraspides waren geen gewone soldaten. In plaats van te panikeren en te vluchten vormden ze kalm een grote carré-formatie en marcheerden zo weg van het slagveld.

## Nasleep
Hoewel Antigonos eigenlijk de slag had gewonnen, was de slag, net als Paraitakene, onbeslissend, omdat Eumenes nog steeds een sterk leger bezat. Die avond probeerde hij zijn leger te overtuigen om opnieuw tegen Antigonos te vechten op de volgende dag om een beslissing te laten komen. Maar zijn leger wilde dit niet doen, want de andere generaals van zijn legers wilden terugkeren naar hun satrapieën om deze te beschermen. Maar het waren de Argyraspides die het in eigen handen namen. Ze hoorden dat Antigonos het kamp had geplunderd en dus hun vrouwen, kinderen en het geld dat ze in 40 jaar hadden verzameld hadden in zijn bezitting had. Ze begonnen in het geheim te onderhandelen met Antigonos over hun veilige terugkeer. Als ze Eumenes aan hem zouden overhandigen, zouden ze hun bagage en familie terugkrijgen. Dit deden ze en ze brachten Eumenes en zijn belangrijkste officieren naar Antigonos.
Antigonos werd uiteindelijk overtuigd door zijn leger om Eumenes te executeren. Eudemus, die gekomen was uit Indië en verantwoordelijk was geweest voor het rekruteren van Eumenes' olifanten en lichte infanterie werd ook geëxecuteerd, samen met de leider van de Argyraspides, Antigenes. De Macedoniërs van Eumenes werden toen bij Antigonos' leger gevoegd. Maar, omdat hij had gezien dat de Argyraspides niet loyaal waren, gebruikte Antigonos deze elite-troepen nooit in een gevecht. Ze werden naar de satrapie Arachosië gestuurd, waar de lokale satraap Sibyrtius orders had gekregen om hen per twee of per drie op gevaarlijke missies te sturen, om er zeker van te zijn dat ze het niet lang zouden overleven en opnieuw een loyale eenheid zouden worden.